# Metopilio armatus
Espèce
Metopilio armatus est une espèce d'opilions eupnois de la famille des Globipedidae.

## Distribution
Cette espèce est endémique du Chiapas au Mexique. Elle se rencontre vers San Cristóbal de Las Casas.

## Description
Le mâle holotype mesure 5,3 mm et la femelle paratype 6,3 mm.

## Systématique et taxinomie
Cette espèce a été décrite par Goodnight et Goodnight en 1953.

## Publication originale
- Goodnight & Goodnight, 1953 : « The opilionid fauna of Chiapas, Mexico, and adjacent areas (Arachnoidea, Opiliones). » American Museum Novitates, no 1610, p. 1–81 (texte intégral).